# José Carlos Tedesco

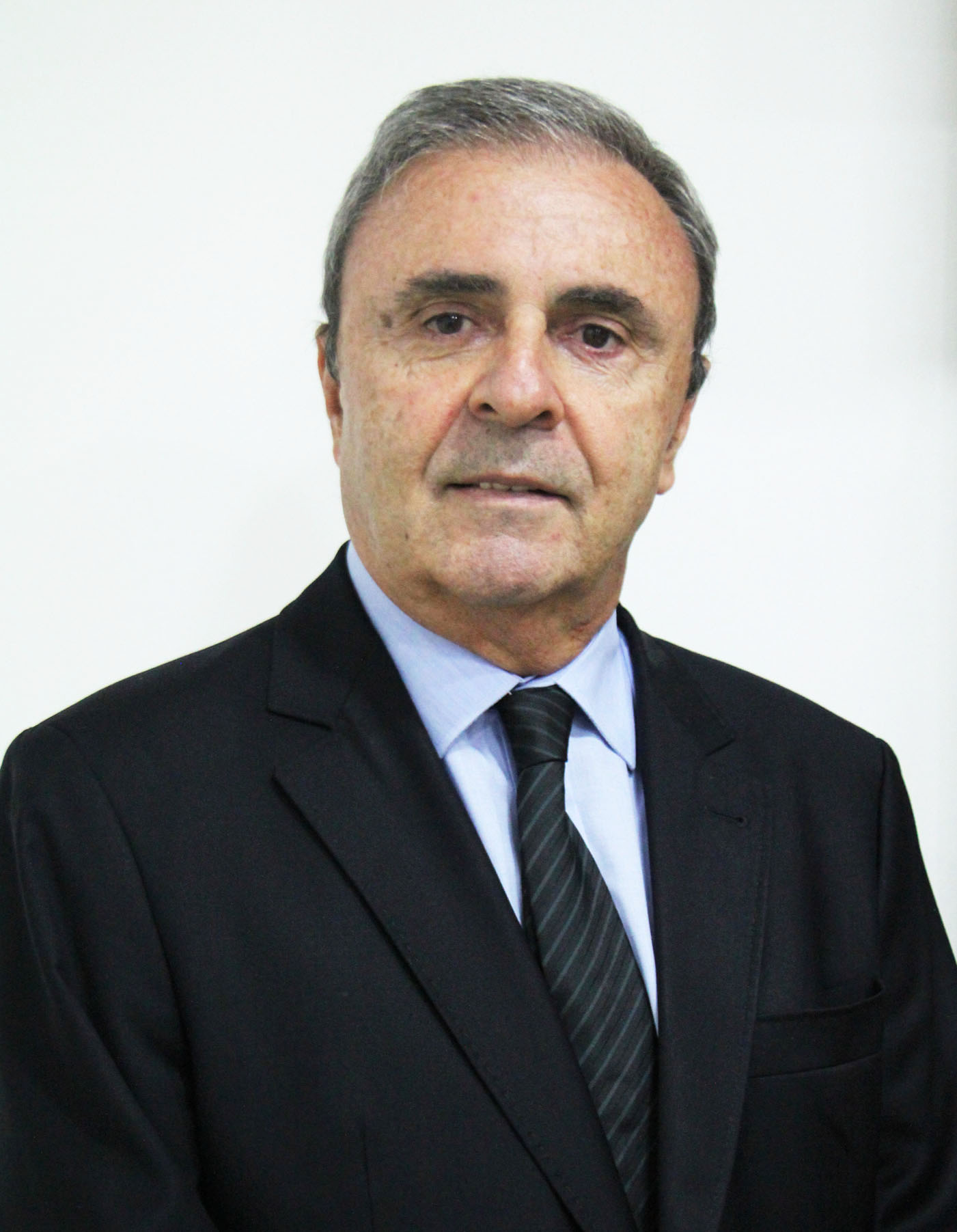
José Carlos Tedesco

José Carlos Tedesco (Rio de Janeiro, 07 de setembro de 1953) é um jornalista brasileiro com 40 anos de experiência em comunicação. Já trabalhou nos principais jornais do país, como O Estado de São Paulo, O Globo, Última Hora e Jornal do Commercio. Em 1985, fundou a agência Euro Comunicação, onde atua desde então.
É vencedor do Prêmio da Imprensa de Turismo (PIT), em 1988 pelo jornal O Globo, e em 1993 como Diretor de Operações pela TURISRIO. Também recebeu, em 2012, do Tribunal de Justiça do Estado do Rio de Janeiro, o Colar do Mérito Judiciário, pelos relevantes serviços prestados a Cultura Jurídica e ao Judiciário Fluminense. 

## Carreira
Formou-se em Comunicação Social, com habilitação em Jornalismo e Editoração pela Universidade Federal do Rio de Janeiro e iniciou a carreira em 1973, como correspondente do jornal O Estado de São Paulo em Volta Redonda. 
Durante a vida profissional desenvolveu extensa experiência de comunicação nas áreas de turismo, medicina e advocacia. Tendo ocupado cargos na RioTur, Companhia Siderúrgica Nacional e no Tribunal de Justiça do Estado do Rio de Janeiro, onde permaneceu por 10 anos.
Atualmente é diretor do Núcleo de Jornalismo Corporativo da Euro Comunicação.